# 홍건표
홍건표(洪建杓, 1945년 2월 5일~)는 대한민국의 공무원 출신 정치인이다. 2004년 6월부터 2010년 6월까지 경기도 부천시장]을 역임했다.
1945년 경기도 부천군에서 태어나 지역의 공무원으로 일했으며, 2000년 12월부터 2001년 1월까지 경기도 부천시 소사구 구청장을 지냈다. 2004년 6월부터 2010년 6월까지는 제18·19대(민선, 재선) 부천시장을 역임하였다.
2012년에는 새누리당에 부천시 오정구 19대 총선 공천을 신청하였으나, 경선비용 4천만원을 마련하지 못했다. 이에 무소속으로 출마하였으나 낙선되었다.

## 정치 활동
- 2004년 보궐선거에 경기도 부천시장에 출마하여 당선되었다.
- 제4회 지방 선거에도 부천시장에 출마하여 당선되었다.
- 제5회 지방 선거에도 부천시장에 출마하였지만, 김만수 후보가 앞서 낙선되었다.

## 경력
- 1998년 10월 10일~2000년 12월 15일: 경기도 부천시 복지환경국장
- 2000년 12월 16일~2001년 1월 2일: 경기도 부천시 소사구 구청장
- 2001년 1월 3일~2002년 1월 31일: 경기도 직업전문학교 교장
- 2002년~2004년: 부천시정발전연구소 소장
- 2004년 6월 5일~2010년 6월 30일: 제18·19대 경기도 부천시 시장
- 2004년 9월~: 가톨릭대학교 행정대학원 겸임교수

## 역대 선거 결과
|  | 44.98% |

|  | 47.4% |

|  | 59.11% |

|  | 37.63% |

|  | 5.34% |